# Joop Koper
Joop Koper (... – 4 gennaio 1991) è stato un cestista e allenatore di pallacanestro olandese.
Era il fratello di Henk Koper e il marito di Annie van Es.

## Carriera
Con i Paesi Bassi ha disputato tre edizioni dei Campionati europei (1946, 1947, 1949).